# Ayman Mansour
Ayman Mansour, né le 9 septembre 1963 en Égypte, est un footballeur égyptien, aujourd'hui reconverti en tant qu'entraîneur de football. 
Il a été international égyptien et a évolué un long moment en club au Zamalek dans les années 1990 en tant que jouer puis en tant qu'entraîneur.
Il a inscrit au cours de la CAN 1994 le but le plus rapide de l'histoire de la coupe d'Afrique des nations contre le Gabon après 23 secondes de jeu.

## Parcours d'entraineur
- 2000-juil. 2000 :  El Sharkia SC
- 2001-2002 :  Itesalat
- 2004-2005 :  Al Sekka Al Hadid
- 2008-mars 2010 :  Al Sekka Al Hadid
- 2012-déc. 2012 :  Al-Markhiya
- 2014-2016 :  Al-Markhiya
- oct. 2017 :  Al-Markhiya

## Palmarès

### Joueur
- En club :
  - Vainqueur de la Supercoupe d'Afrique : 1993 et 1996 (Zamalek).
  - Vainqueur de la Ligue des Champions de la CAF : 1993 et 1996 (Zamalek).
  - Champion d'Égypte : 1992 et 1993 (Zamalek).

### Entraîneur
- En club :
  - Champion d'Égypte : 2004 (Zamalek).